# 材料力学
材料力學研究材料在各種力和力矩的作用下所產生的應力和應變，以及剛度和强度的問題。通常是機械工程、土木工程和建築工程以及相關專業的大學生必須修讀的課程，通常在修讀材料力學之前，會要求先修讀應用力學。
材料力學的研究對象主要是棒狀材料，如杆、梁、軸等。對於桁架結構的問題在結構力學中討論，彈性結構的問題在彈性力學中討論。 

## 研究内容
在人們運用材料進行工業工程、機械、土木、建築生產的過程中，需要對材料的實際承受能力和内部變化進行研究，這催生出材料力學。運用材料力學知識可以：
- 分析材料的强度、刚度和穩定性。
- 在機械設計中使材料在相同的強度下可以减少材料用量，優化機構設計，以達到降低成本、減輕重量等目的。
- 将研究对象被看作均匀、连续且具有各向同性的線性彈性物體。但在实际研究中不可能会有符合这些条件的材料，所以須要各种理论与实际方法对材料进行實驗比較。
- 材料在機構中會受到拉伸、壓縮、彎曲、扭轉及其組合等變形。根據(Hooke's law)，在彈性限度内，物體的應力與應變成線性關係。

### 电阻应变片的测量原理
金屬絲的電阻值除了與材料的性質有關之外，還與金屬絲的長度，横截面積有關。將金屬絲黏貼在構件上，當構件受力變形時，金屬絲的長度和横截面積也隨著構件一起變化，進而發生電阻變化。
{\displaystyle {\cfrac {\mathbf {d} R}{R}}=K_{s}\epsilon }
其中， {\displaystyle K_{s}} 為材料的靈敏係數，其物理意義是單位應變的電阻變化率，標誌著該類絲材電阻應變片效應顯著與否。 {\displaystyle \epsilon } 為測點處應變，為無量纲的量，但習慣上仍给以單位微應變，常用符号 {\displaystyle \mu \epsilon } 表示。
由此可知，金属丝在产生应变效应时，应变 {\displaystyle \epsilon } 与电阻变化率 {\displaystyle {\cfrac {\mathbf {d} R}{R}}} 成线性关系，这就是利用金属应变片来测量构件应变的理论基础。

## 材料力学实验
由于研究内容的情况复杂，材料力学的课程一般要求安排材料力学实验课。
学生可以在材料力学实验课中对材料的形变进行测量，从而计算材料的應力分布等数据。
典型的实验包括：
- 简单拉伸压缩实验
- 冲击破坏实验
- 稳定性
- 微小形变测量
- 材料弹性测量

实验的内容主要在于对形变的测量和计算，也有些破坏实验进作为观察。由于材料的形变可能很小，实际的测量要求较高的精度和灵敏度。很多情况下人们使用电测法测量实验数据。基本原理是，利用导体（有时称为电阻应变片）在形变时电阻值的变化，将实验件的形变转化为电信号，放大后即可作为测量数据。为了弥补温度等非测量因素的影响，常常需要安排多个电阻应变片构成差值组或桥路，抵消误差。